# Jandulilla
El río Jandulilla (antiguamente Xandulilla) es un corto río del sur de España, afluente por la margen izquierda del río Guadalquivir que discurre por la provincia de Jaén y recoge las aguas de la cara noreste del macizo de Sierra Mágina. El valle asociado recibe el mismo nombre. Desemboca en el río Guadalquivir, en el paraje de Úbeda la Vieja.

## Etimología
El historiador Tomás Quesada aclara los orígenes latinos del término. Úbeda la Vieja es un asentamiento íbero-romano que en el s. XVIII se nombra con el nombre de San Julián, que deriva del latín Santus Iulianus, similar al término Sandulam del s. XIII que en el s. X aparece con la grafía Fiandula para referirse al río Jándula y Jandulilla es el diminutivo de Jándula, otro afluente del Guadalquivir.
El geógrafo árabe Al-Zuhrí, lo menciona con el nombre de Wadi-l-Ard, o Río de la Tierra. Dio nombre a la antigua población de Xandulilla, de la que quedan abundantes restos arqueológicos de gran importancia diseminados por toda la zona. En el siglo XVII se conocía como "Villa de Félix" con jurisdicción propia.

## Curso
Nace bajo el puerto de los Gallardos, también conocido en su primer tramo como río Huelma, sus principales afluentes, ambos por la izquierda son el río Gualijar y el río Gargantón que nacen en Cabrita, en el macizo principal de Mágina, y tras un muy corto recorrido desembocan en él, aparte de numerosos barrancos y ramblas de caudal intermitente.